# Revelation Records (Jazzlabel)
Revelation Records war ein in den 1970er Jahren bestehendes, unabhängiges amerikanisches Jazz-Plattenlabel.
Revelation Records wurde Ende der 1960er Jahre in Los Angeles von Jon Horwich und John William „Bill“ Hardy gegründet, der im Hauptberuf an der UCLA arbeitete. Hardy hatte bereits Anfang des Jahrzehnts Kontakt mit Dick Bock von Pacific Jazz Records aufgenommen, für deren Produktionen etwa von Bud Shank, Gerry Mulligan oder der Jazz Crusaders er dann Liner Notes schrieb. Nach Gründung von Revelation Records beabsichtigte Hardy, vor allem unbekannte Musiker des West Coast Jazz aufzunehmen. In der Folge entstanden auf dem Label bis 1986 insgesamt 48 Revelation-LPs, u. a. Clare Fischer, Anthony Ortega (New Dance 1968), Bobby Bradford & John Carters New Art Jazz Ensemble (Seeking 1969), Joe Albany, Forrest Westbrook, Putter Smith, Alan Broadbent, Jack Reilly, Paul Nash/Mark Isham, Frank Strazzeri, Carmell Jones und Jerry Coker. Erste Veröffentlichung war 1968 die LP Sprung Free! des Gitarristen Dennis Budimir mit Gary Peacock und Bill Goodwin. Als Revelation #12 erschien 1969 Warne Marshs LP Ne Plus Ultra, die (wie weitere Revelation-Produktionen) später von HatHut Records wiederveröffentlicht wurde.